# Симони (Звягельський район)
Симони́ — село в Україні, в Звягельському районі Житомирської області. Населення становить 687 осіб. Входить до складу Ємільчинської селищної громади.

## Географія
Селом тече річка Бастова, ліва притока річки Уж. Тут є 2 ставки загальною площею водного дзеркала 26,81 га.

## Історія

Симони на мапі Шуберта Ф. Ф., 1875 р.

На околиці Симонів знайдено 8 курганів — поховання доби міді в кам'яній гробниці.
Заснування села вважається середина XVII століття.

### У складі Речі Посполитої
У 1683 році під час Люстрації Київського воєводства в Симонах Барашівської волості, що було у власності удови каштеляна сандецького, нараховувалось 3 двори.
На 1754 рік у селі Симони налічувалось 4 двори, на яких накладалось 18 грош податку.
У 1775 році власник Барашівського ключа, скарбник волинський пан Юзеф Урбановський (пол. Józef Urbańowski h. Nieczuja) сплачував податок з села також за 4 двори.

### У складі Російської імперії
Згідно ревізії 1795 року, в Симонах Антонія Юзефовича Урбановського було вже 19 господарств, в яких проживало 106 чоловік. Це родини Радчуків, Поліщуків, Шульженків, Чорних, Пронько та Проходько. Цим родинам прислужували родини Денисюків та Цуманів вони були найбідніші серед усіх. Усі вони займались хліборобством.
Наступним власником стає дворянин Томаш Врочинський гербу Любич (пол. Tomasz Dawid Wroczyński h. Lubicz). У власності його синів Юліана (пол. Juliusz Wroczyński h. Lubicz) та Зигмунда станом на 1860 рік — 202 кріпака.
Станом на 1885 рік у селі Барашівської волості Житомирського повіту Волинської губернії, мешкало 502 особи, 59 дворових господарств, існував постоялий будинок.
За переписом 1897 року кількість мешканців зросла до 890 осіб (459 чоловічої статі та 431 — жіночої), з яких 802 — православної віри.
На 1906 рік кількість дворів у селі зросла до 163, а мешканців зменшилась до 946. Окрім того, в колонії Симони налічувалось 16 дворів, де проживали 83 чоловіки.
Серед великих землевласників села дворянин Едуард-Антон Раймундович Яновський (141 десятин), а також доньки Юліана Врочинського — Маріанна Юліанівна Воронімська (124 десятин) та Іоанна Юліанівна Бішоф (110 десятин).

### У складі УРСР
У роки Визвольних змагань відбувалися запеклі бої більшовиків із поляками.
У серпні 1935 року Політбюро ухвалило рішення про виселення німецьких колоній з 100-кілометрової зони кордону з Польщею до Казахстану.
Станом на 1973 Симони — село, центр сільської ради, розташоване за 28 км від районного центру, за 9 км від залізничної станції Рихальське. Дворів 395, населення — 1,2 тис. чоловік. Сільраді підпорядковане село Брідок. У селі розміщується центральна садиба колгоспу «20-річчя Жовтня», за яким закріплено 2,9 тис. га сільськогосподарських угідь, у тому числі орної землі — 1,8 тис. га. Напрям господарства — льонарський із розвинутим тваринництвом.
За успіхи в розвитку сільського господарства 22 жителі села нагороджено орденами й медалями СРСР.
У Симонах є середня школа, в якій 22 учителі навчають 310 учнів, будинок культури на 300 місць, дві сільські бібліотеки з книжковим фондом 11,5 тис. примірників, медпункт, відділення зв'язку, універмаг, два продовольчі магазини, майстерня побутового обслуговування.

#### Голодомор 1932—1933 років
Під час голодомору померло 5 мешканців села.
Пізніше місцеві мешканці постраждали від розкуркулення та масових репресій до Сибіру. Органами НКВС було репресовано 39 осіб, з яких 20 розстріляно.
Нині всі постраждалі від тоталітарного режиму реабілітовані і їхні імена відомі.

#### Друга світова війна
В центрі села, у братській могилі воїнів-визволителів, що загинули в липні-серпні 1941, поховано 18 чоловік. Пізніше встановлено пам'ятник.
Восени 1941 року в Сербинівці німецькі окупанти разом з поліцаями розстріляли близько 300 євреїв. У сусідньому селі Бараші на території колишнього військкомату було розташовано гетто.
З початком війни деяким етнічним німцям вдалося повернутись в колишні домівки.
Під час Німецько-радянської війни в боротьбі з німецько-нацистськими загарбниками на фронті і в підпіллі брало участь 157 чоловік, з них загинуло 80, орденами й медалями нагороджено 109 чоловік.
В жовтні-листопаді 1943 року поблизу села йшли запеклі бої з солдатами УПА. Так, 17 жовтня, під час штурму німецьких бункерів села Бараші, загинув курінний УПА «Негус» — Сергій Олеськів. Поховали його разом ще з двома стрільцями місцеві жителі. За одними даними — на пагорбах поблизу Симонів, де у 1994 році встановили пам'ятний хрест, за іншими ж — на околиці села Неділище. Наступного дня німці прибули до Симонів, з могил повиймали хрести, а близько десяти місцевим мешканцям, що сприяли повстанцям, спалили хати.

## Події
13 квітня 2012 року біля села через несправність в паливній системі здійснив аварійну посадку військовий вертоліт із міністром оборони України та представниками керівництва оборонного відомства, які поверталися з інспекційної поїздки в частинах 13-го армійського корпусу Рівненського гарнізону. Міністр оборони негативно прокоментував цей інцидент та піддав критиці технічне оснащення Збройних сил України.

## Галерея

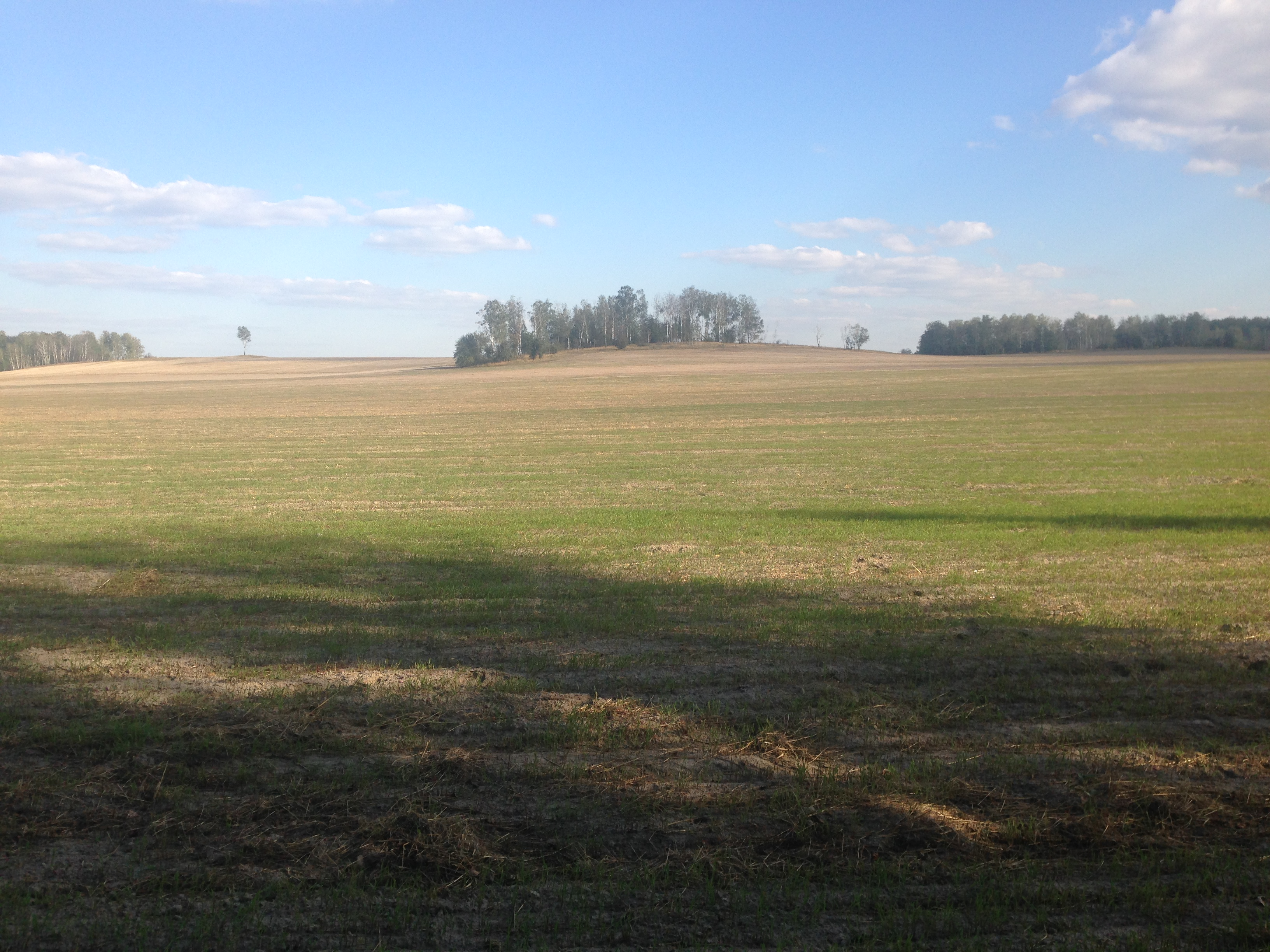
Північно-східна околиця Симонів